# Тенчо Папазов
Тенчо Димитров Папазов е български партизанин, офицер, генерал-полковник.

## Биография
Роден е на 27 май 1920 г. в Първомай. От 1936 г. е член на РМС, а от 1944 г. и на БКП. От 1939 г. е секретар на Околийския комитет на РМС в Първомай. Студент в Софийския университет (1941 – 1942) и член на БОНСС. Брат му Ангел Папазов е бил полицейски началник, за което е осъден на смърт от Народния съд.
От 1942 до 1943 г. е чиновник във фабрика „Витеск“ в Първомай. От септември 1943 година заедно с другия си брат Атанас Папазов избягва при партизаните от партизански отряд „Антон Иванов“. След което по тяхно желание са прехвърлени в асеновградската партизанска чета „Георги Бенковски“. Партизанин във Втора родопска бригада „Васил Коларов“, за което е осъден задочно на смърт по ЗЗД.
След 9 септември 1944 г. е член на Околийския комитет на БРП (к) в Първомай и член на Околийския комитет на БКП в Първомай (септември 1944-януари 1945).
През 1945 г. влиза в Българската армия като политически инструктор в щаба на десета дивизионна област (януари-септември 1945). Бил е заместник-командир по строевата част на десети пехотен родопски полк (септември 1945-ноември 1946). В периода ноември 1946 – юни 1947 изкарва курс за политически офицер в Народното военно училище. След това е заместник-командир по политическата част на десети пехотен родопски полк (юни-декември 1947). Между януари 1948 и януари 1949 г. учи курс Вистрел в СССР. От януари до май 1949 г. е командир на двадесет и трети стрелкови полк. Между май и юли 1949 г. е командир на девети стрелкови полк. В периода юли 1949-юли 1950 г. е командир на осми стрелкови полк. Между юли 1950 и октомври 1952 г. е заместник-командир по строевата част на седма мотострелкова дивизия в Ямбол. От 1950 г. е полковник, а от 19 септември 1959 г. е генерал-майор. Между октомври 1952 и август 1954 г. е началник на Висшата стрелкова тактическа школа. След това до януари 1955 г. е заместник-командир по строевата част на двадесет и четвърта мотострелкова дивизия. В периода януари 1955-септември 1956 г. е командир на дивизията. Учи във Военната академия „Фрунзе“ (септември 1956 – ?) и академията на Генералния щаб на СССР „Климент Ворошилов“. В периода 18 октомври 1966 – 12 октомври 1971 година е командир на Трета армия. От 1971 година е заместник-министър на народната отбрана. През 1971 г. завършва Академията за обществени науки при ЦК на КПСС, а през 1972 г. – Военнополитическата академия при Генералния щаб на Съветската армия „Владимир Илич Ленин“. Кандидат-член на ЦК на БКП от 1971 до 1981 г., а член на ЦК на БКП от 1981 до 1990 г. Първи заместник-командващ на Сухопътните войски.
Награждаван е с два ордена „Георги Димитров“.

## Образование
- Курс за политически офицери, Народно военно училище (ноември 1946 – юни 1947)
- 10-месечен курс Вистрел в СССР (януари 1948 – януари 1949 г. )
- Военна академия „Фрунзе“
- Академия на Генералния щаб на СССР „Климент Ворошилов“